# هوتن (پسر سیسمانس)
هوتن (به پارسی باستان:Utāna) پسر سیسامنس، قاضی و پس از آن ساتراپ لیدیه در دوران حکومت داریوش بزرگ بود.

## فعالیت
هوتن به عنوان قاضی جایگزین پدرش شد. سیسامنس پدر هوتن در دوران پادشاهی کمبوجیه به علت دریافت رشوه و حکم غیرمنصفانه دستگیر و سپس پوستش زنده زنده کنده شده بود. هوتن بعدها زیر نظر داریوش مسئولیت نظامی برعهده گرفت و همین امر باعث شد وی نقش مهمی در سرکوب شورش ایونیان داشته باشد.